# Silenen
Silenen es una comuna suiza del cantón de Uri, localizada al extremo nororiental del cantón. Limita al norte con las comunas de Schattdorf, Unterschächen y el exclave de Spiringen, al este con Glaris Sur (GL) y Disentis/Mustér (GR), al sur con Tujetsch (GR), y al oeste con Gurtnellen y Erstfeld.
La comuna está dividida en las localidades de: Amsteg, Bristen, Dägerlohn, Dörfli, Maderanerthal, Ried y Rusli.

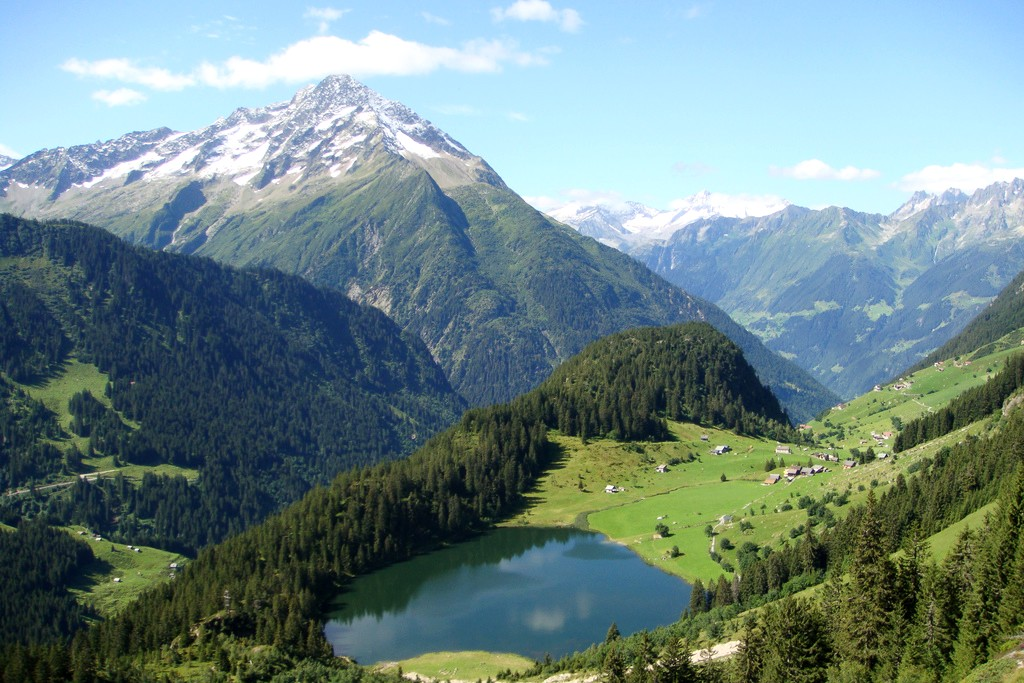
Vista de Golzern, Silenen.